# Себский договор
Себский договор — соглашение, заключённое между султаном Маската, Теймуром ибн Фейсалом (1886—1965), и имамом Омана 25 сентября 1920 года. Это соглашение признавало автономию под управлением оманских имамов во внутренних областях Маската и Омана, который был в то время британским протекторатом. Соглашение было названо по прибрежному городу в Омане, в котором было подписано, и должно было завершить семилетнюю войну между имамом и султаном. Фактически это соглашение предоставляло сторонникам имама независимость и разделяло страну на прибрежные территории, подчинявшиеся султану Маската, и внутренние, находившиеся под контролем имама.

## Предыстория
Ещё задолго до подписания соглашения, в 1911 году, Салим ибн Рашид аль-Каруси поднял антимаскатское восстание среди консервативных сект ибадитов во внутренних гористых областях Омана и основал спустя два года исламский имамат Оман, начавший тогда же, в 1913 году, войну за власть с султанатом Маскат, длившуюся семь лет. Главными причинами недовольства ибадитов-консерваторов были увеличивающееся влияние англичан в стране, а также запрет ими на работорговлю и торговлю оружием. Себский договор 1920 года вступил в силу при посредничестве британцев, его заключение стало возможным ввиду смерти Хумайда ибн Насира аль-Набхани, важного деятеля имамата, и убийства в 1920 году Салима ибн Рашида аль-Каруси. Столицей имамата был объявлен город Назва.

## Условия
Договор состоял из восьми пунктов, четыре из которых касались султаната Маскат, четыре других — имамата Оман. Важнейшим пунктом, о котором сторонам удалось договориться, было положение о том, что налог на любые товары, которые поставлялись из внутренних областей (имамата) в прибрежные города (султанат), не мог превышать 5 %.

## Последствия
Отношения между султанатом Маскат и имаматом Оман были относительно мирными до 1954 года, когда в Джабаль-аль-Ахдаре имамом Галибом ибн Али аль-Хинаем было поднято восстание, ставшее реакцией на попытку со стороны султана Саида ибн Теймура (1910—1972) расширить свою власть на внутренние области страны. Султан разорвал Себский договор и начал при поддержке британцев войну против имамата, закончившуюся ликвидацией этого государства. В 1955 году имам был отправлен в ссылку в Саудовскую Аравию.